# Refstad-Veitvet IL
 (mars 2024).
Si vous disposez d'ouvrages ou d'articles de référence ou si vous connaissez des sites web de qualité traitant du thème abordé ici, merci de compléter l'article en donnant les références utiles à sa vérifiabilité et en les liant à la section « Notes et références ».
Le Refstad-Veitvet IL est un club de handball qui se situe à Oslo en Norvège. 

## Histoire
Il est issu de la fusion en 1985 du Refstad IL, fondé en 1946, et du Veitvet Sportsklubb, fondé en 1955.
Il a remporté trois titres de Champions de Norvège.

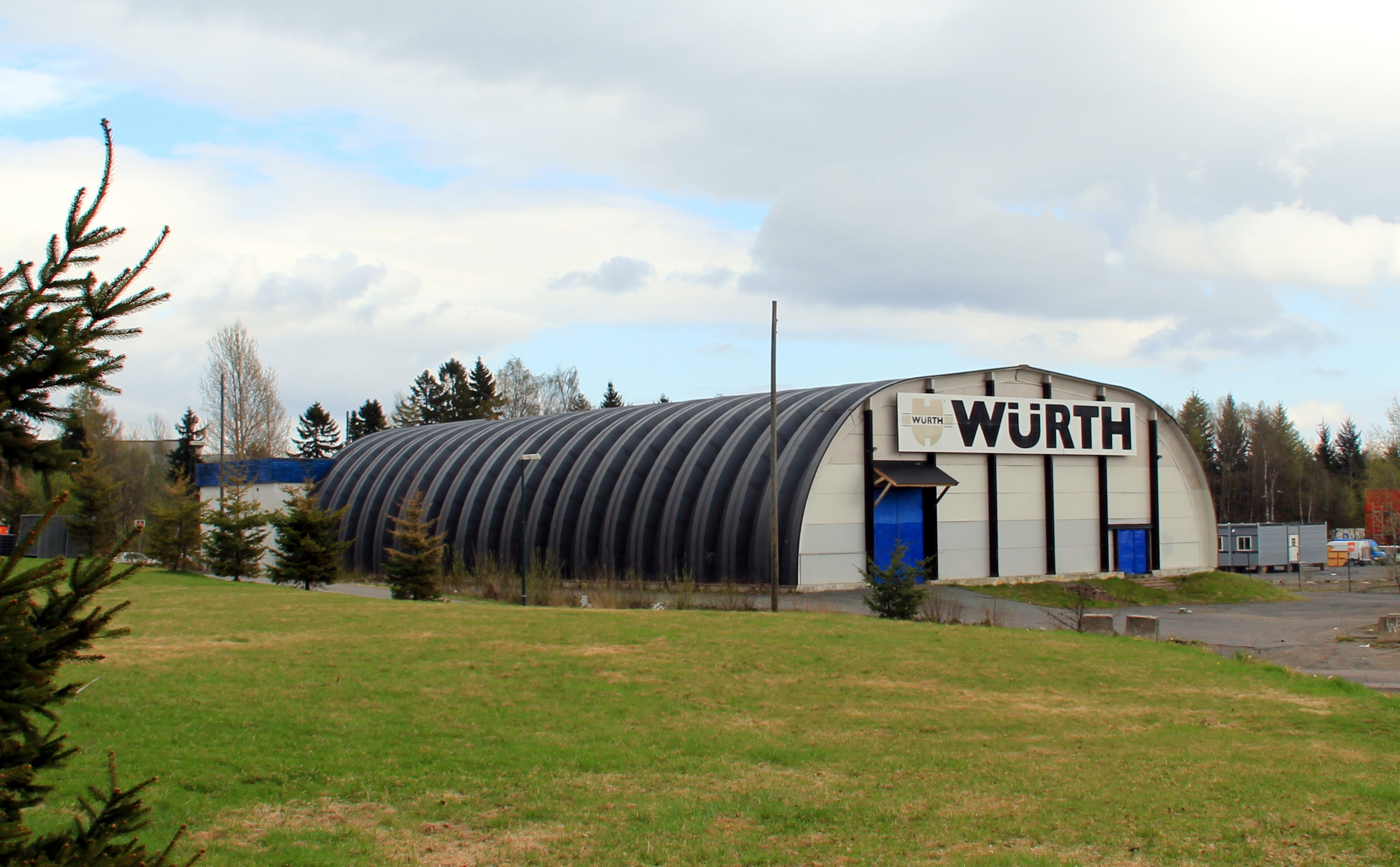
Salle d'entraînement du club en 2013.